# El cant dels ocells (film)
El cant dels ocells è un film del 2008 scritto e diretto da Albert Serra.

## Trama
I tre Re Magi vagano in cerca della strada per raggiungere il bambino Gesù.
Attraverso montagne e deserti, fiumi e mari, discutono sul tragitto da seguire e dormono all'aperto.
Grazie all'aiuto dell'Angelo arrivano presso un rudere diroccato in cima ad una collinetta.
Vi trovano la Sacra Famiglia e si prostrano in terra lungo il sentiero per adorare il neonato.
Ma è già ora di ripartire e tornare a casa. I romani stanno sopraggiungendo.
Anche Giuseppe, Maria e Gesù sono in procinto di fuggire per l'Egitto.